# Hannó (241 aC)
Hannó era el comandant de la flota cartaginesa que va ser derrotada per Lutaci Catul a les illes Egates l'any 241 aC.
Segons Joan Zonaràs, l'almirall va aconseguir fugir després de la derrota i es va dirigir directament a Cartago on va ser condemnat a mort i crucificat per ordre del senat, tal com passava amb els militars cartaginesos que fracassaven. Com que el nom d'Hannó el portaven molts generals cartaginesos, és impossible de dir si aquest era el mateix que algun altre Hannó dels que es coneixen.